# Синнады

Синнады, Син(н)ада, Син(н)ад (греч. τὰ Σύνναδα, лат. Synnăda) — древний город и крепость в Малой Азии, на юге Фригии (Phrygia Salutaris), к западу от Антиохии Писидийской. К юго-западу от современного города Шухут (тур. Şuhut) (современная территория Турции) сохранились руины византийской крепости Синнад.

## История
По преданию, Синнады были основаны Акамантом (Ακαμάς), сыном Тесея, который отправился во Фригию после Троянской войны.
В эллинистическую эпоху местность входила в состав государства Александра Македонского, затем Лисимаха, а после — династии Атталидов.
После завершения Этолийской войны, консул Гней Манлий Вульсон проходил через Синнады во время его экспедиции против Галатов (Liv. XLV.34). По итогам экспедиции против галатов, в 188 году до н. э., Фригия вошла в состав Пергамского царства.
В 133 году до н. э. после смерти последнего пергамского царя Аттала III, город вошёл в состав Римского государства и стал столицей округа провинции Азии. В период последнего столетия Республики, город дважды временно включался в состав Киликии. В это время в Синнадах располагался важный судебный центр (conventus juridicus). В связи с необходимостью председательствовать в судебных заседаниях в Синнандах дважды остановился Цицерон, на пути из Эфеса в Киликию и обратно. О своем посещении Синнад он писал в письме Марку Порцию Катону из Тарса (Cic. ad fam., XV, 4).

Приехав в провинцию в канун секстильских календ и находя нужным, ввиду времени года, спешно отправиться к войску, я провел два дня в Лаодикее, затем четыре дня в Апамее, три дня в Синнаде и столько же дней в Филомелии. После того как в этих городах состоялись большие собрания, я освободил многие городские общины от жесточайшей дани, тяжелейшей платы за ссуду и мошеннических долгов.
— (Cic. ad fam., XV, 4)
Небольшой по размерам, город Синнады был хорошо известен в империи благодаря торговле мрамором, который добывался в карьерах соседнего городка Докимия (Dacimium).

Синнада — небольшой город; перед ним простирается равнина, обсаженная маслинами, приблизительно в 60 стадий длиной. За ней лежат селение Докимия и каменоломня синнадского мрамора (так его называют римляне, хотя у местных жителей он слывет под названием «докимитского» или «докимейского»). Вначале в каменоломне добывались только небольшие куски мрамора, но теперь благодаря любви римлян к роскоши высекают огромные колонны из целого куска, похожие своей пестрой расцветкой на алебастровый мрамор. Хотя доставка к морю столь тяжелых грузов вызывает затруднения, все же в Рим привозят поразительной красоты огромные колонны и плиты.
— (Страб. XII,VIII.14)
В первые века христианства в Синнадах прославились несколько Синадских мучеников, была учреждена Синадская епархия.
При Диоклетиане, после образования провинции Фригия Салутария (Phrygia Salutaria), Синнады стали столицей провинции. Расположенный на пересечении двух больших дорог, город быстро превратился в мегаполис. В городе чеканились монеты, на которых жители называют себя Дорийцами и Ионийцами. После того, как город Синнады стал столицей провинции, архиерейская епархия была повышена до степени митрополии.
Как важный стратегический пункт Синнады были включены в состав фемы Анатоликов. В 1071 году, после поражения ромейских войск в битве при Манцикерте, город был занят сельджуками. Вслед за захватом Синнад городская и церковная жизнь стала приходить в упадок. Синадская митрополия просуществовала до 1385 года, после чего кафедра возобновлялась только как титулярная.